# MFK Obilićstadion
Het Obilićstadion (Servisch: Стадион ФК Обилић) is een multifunctioneel stadion in Belgrado, een stad in Servië. Het stadion wordt gebruikt door FK Obilić. Er kunnen 4.508 toeschouwers in. Het stadion werd geopend in 1951. In 2006 werd de noordtribune gebouwd. 
Het werd gebruikt voor drie groepswedstrijden op het Europees kampioenschap voetbal mannen onder 17 van 2011.
Het Servisch voetbalelftal speelde op 31 oktober 2013 in dit stadion een kwalificatiewedstrijden voor het Wereldkampioenschap voetbal vrouwen 2015. Het ging om de wedstrijd tegen IJsland.